# ファン・チヨル
ファン・チヨル（황치열、黄致列、Hwang-Chi-Yeul、1982年12月3日 - ）は大韓民国の歌手。

## プロフィール
- 生年月日 : 1982年12月3日
- 出生地 : 慶尚北道亀尾市
- 身長 : 180cm
- 体重 : 68kg
- 血液型 : B型
- 趣味   : スポーツジム、スノーボード、スケートボード、スチール写真撮影、デザイン、水上スキー
- 特技   : ダンス (中、高生時代、慶尚北道の亀尾地域のB-boyチーム(COD、スウィング)出身)
- 軍隊   : 15師団化学支援隊

## 来歴
- 慶尚北道亀尾地域で有名なダンスチームであるスウィングのダンサーとして活動していたが、2005年9月24日に両親の反対を押し切り、歌手を目指してソウルに上京。
- ソウル生活11ヶ月目に歌手イム・ジェボムの承諾を得てイム・ジェボムの「告解（許し）」をドラマ「恋人」のOSTにて歌い、「チヨル」の名前でデビュー。
- 2007年2月 1st Digital Single アルバム 「チヨル(熾烈)」を発表し、「一度だけ」のタイトル曲で本格的に歌手として活動を開始。
- 同年6月 1st Digital Single 収録曲を含む計12曲を収録したアルバム 「オガム(五感)」を発表し、 ユン・ドヒョンの「ラブレター」に出演、新人歌手として注目されたが、所属事務所の経営悪化により活動を中断することとなる。
- 2007年 015Bのゲストボーカルとして活動し、015Bのシングルアルバム「CLUSTER Vol.1」 「しばらく道に迷って」(ソロ曲)、「R We Happy」に参加、その他、フリースタイル、PSヨンジュン、ジュエリーのアルバムにも一部参加し、多数のドラマのOSTを歌い、歌手としても活動したものの、さほど注目を集められなかった。
- 2009年 28歳から生計のためにボーカルトレーナーの仕事を始める。
- 2010年 男性デュオ歌手 ハングックと共に「ウェンズデイ(Wednesday)」というプロジェクトチームを結成し一時期活動、パク・キョンリムのラジオ番組「星が光る夜に」の水曜日レギュラーとしても出演した。
- 2013年 紆余曲折を経て8年ぶりに前所属事務所との契約が終了し、2014年 「チヨル Ten2」の名前でシングル曲「慶尚道の男」を発売。独特のウィットにあふれるミュージックビデオを自主制作し発表。
- 2015年3月5日 ケーブル放送Mnetの音楽バラエティ番組「君の声が見える」 第2回放送に、自称 「イム・ジェボムが認めたボーカルトレーナー、ファン・チヨル」として出演、「告解（許し）」を歌い、個性の強いハスキーボイスで観客と視聴者を魅了し、大きな反響を呼んだ[独自研究?]。その後、一般人参加者の立場から転じて「歌手ファン・チヨル」として同番組に数回パネラー出演した。
- 2015年4月25日 「不朽の名曲2-伝説を歌う」の初のステージでソ・ユソクの「雲の旅人」を歌い、416点という高得点を獲得して本格的に歌手としての「ファン・チヨル」の名を広め始めた。2007年に歌手「チヨル」としてユン・ドヒョンの「ラブレター」で初のステージに立ってから9年ぶりに同じ場所である「不朽の名曲2-伝説を歌う」のステージに立ち、「歌手ファン・チヨル」として地上波で初披露となった彼のストーリーと共に、無名の深い悲しみを込めて歌う姿が視聴者に感動を与え、より注目される[独自研究?]こととなる。
- 2015年「不朽の名曲2-伝説を歌う」家族特集でイン・スニの「お父さん」を歌い初優勝する。その後、様々なラジオ番組に出演し「2015年スーパールーキー特集」でシン・スンフンの「僕より少し高い所に君がいるだけ」を歌い、公式「2015年スーパールーキー」のタイトルと共に優勝を手に入れる。
- 名実共に2015年のスーパールーキーとして、魅力的なハスキーボイスと男性らしさをアピールするダンス、親近感あふれる[独自研究?]慶尚道の方言を駆使したトークで様々なバラエティ番組に出演中であり、2015年9月「危機脱出ナンバーワン」のインターンMCとしての位置も確立する。その他、各種の音楽イベントで多様な一面を見せ、歌手としても認知度を上げながら活躍中である。

- 2016年  韓国のトレンドを越えて中国への進出が決定、湖南衛星テレビ（湖南卫视）の「私は歌手だシーズン4」（我是歌手第四季）への出演を皮切りに、本格的に中国での活動を開始する。
- 2016年1月15日 中国の「私は歌手だシーズン4」の初回放送で、韓国ドラマ「製パン王キム・タック」のOSTとして中国でも知られているイ・スンチョルの「その人（那个人）」を韓国語で歌い、8人の歌手の中で2位を獲得。歌手ファン・チヨルとして初登場したステージを通してWeiboのフォロワー数が50万（現在500万）に迫る。ファン・ツリエ(ファン・チヨルの中国語読み huang-zhi-lie)シンドロームを巻き起こし、中国で最もホットな優良株として急浮上する[独自研究?]。
- 中国で知名度を上げた後、湖南衛星テレビ 「天天向上」に出演し、中国での初のバラエティに挑戦、韓国のキムチを紹介して本人が直接浸けたキムチを販売する様子が放送された。
- 中国の広告業界からも優良株として[独自研究?]ラブコールを受けており、初の広告として中国最大のインターネット総合ショッピングモール、云购全球（yunhou.com）の広告モデルに抜擢され、広告モデルとしても活動を開始する。「云购全球専属モデル ファン・チヨル」

## 学歴
- 亀尾市 亀尾中学校 卒業
- 亀尾市 慶亀高等学校 卒業
- 韓国ポリテク6大学 亀尾キャンパス機械工学科 卒業

## アルバム活動

### フルアルバム
- 2007年6月5日 - 1集『五感』 タイトル曲「一人でごはん食べないで」、「また」

### シングルアルバム
韓国
- 2007年2月13日 - デジタルシングルアルバム『チヨル（致列）』 タイトル曲「一度だけ」
- 2010年5月12日 - デジタルシングルアルバム ウェンズデイ（Wednesday）- 「Happy Train New Artist Project Vol.1」
- 2014年12月10日 - デジタルシングルアルバム「慶尚道の男」
- 2016年4月26日 - デジタルシングルアルバム「君なしには生きられない」
- 2016年10月12日 ‐ デジタルシングルアルバム「ファン・チヨル、ユンハ ‐ 蛍(Firefly)(Feat. Lil Boi of Geeks)」
- 2016年10月18日 - デジタルシングルアルバム「恋しい、恋しくて(KBSドラマ：雲が描いた月明り サントラ)」

中国
- 2016年7月20日 - デジタルシングルアルバム「 最远的距离(一番遠い距離)」
- 2016年8月 - デジタルシングルアルバム「 陪我一起做夢(僕と一緒に夢見よう)」

### OST
- 2006年11月7日 - ドラ「恋人」OST - <告解（許し）>
- 2007年8月18日 - ドラマ「憎くても可愛くても」 OST - <さようなら、さようなら>
- 2013年1月29日 - ドラマ「大風水」OST Special Part1 - <空の道>
- 2015年9月1日 - ドラマ「ミセス・コップ」 OST Part1 - <鉛筆>

### その他の参加アルバム

#### 韓国
- 2007年2月22日 - アルバム5集「フリースタイル - 受取人不明」 - <最後の旅> ゲストボーカル
- 2007年8月28日 - シングル「015B CLUSTER Vol.1」<r we happy？> with オ・ヒョンラン

（歌手）
- 2007年8月28日 - シングル「015B CLUSTER Vol.1」<しばらく道に迷って>
- 2008年7月15日 - シングル「PSヨンジュン -  The Romantic Story」 - <君のせいで> with PSヨンジュン（歌手）
- 2011年12月22日 - シングル「ジュエリー -  Dream Come True」 - <翼> with キム・ヒソン（歌手）
- 2015年4月25日 - 「不朽の名曲2-伝説を歌う」（ソ・ユソク編） - <雲の旅人>
- 2015年5月2日 -  「不朽の名曲2-伝説を歌う」（7人の伝説編） - <七甲山>
- 2015年5月16日 -  「不朽の名曲2-伝説を歌う」（家族特集） - <お父さん> 425点で優勝
- 2015年6月6日 -  「不朽の名曲2-伝説を歌う」（イ・スンチョル編） - <その人>
- 2015年6月29日 -  LGテレコム tvG広告挿入歌 <この夜の終りを掴んで> with リサ（歌手）
- 2015年7月4日 - 「不朽の名曲2-伝説を歌う」（キム・ジエ＆ムン・ヒオク編） - <情のせいで>
- 2015年8月1日 - 「不朽の名曲2-伝説を歌う」（男性ボーカリスト特集） - <悲しい婚約式>
- 2015年8月8日 -  「不朽の名曲2-伝説を歌う」（作曲家キム・ジョンテク編） - <まだ暗い夜なんだろう>
- 2015年8月15日 -  「不朽の名曲2-伝説を歌う」（2015スーパールーキー争奪戦） - <僕より少し高い所に君がいるだけ> 430点で優勝
- 2015年8月15日 -  「不朽の名曲2-伝説を歌う」（故バン・ヤウォル編） - <泣きながら越えるパクダル峠>
- 2015年9月26日 -  「不朽の名曲2-伝説を歌う」（秋夕特集） - <ピンクのリップスティック> with イ・ジョンミンアナウンサー
- 2015年11月11日 - 「トゥーユープロジェクト - シュガーマン」 Part4（パク・ジュンハ / エメラルドキャッスル編） - <君に初めて出会ったあの時> with パク・アヨン
- 2015年11月21日 -  「不朽の名曲2-伝説を歌う」（故キム・ジョンホ編） - <白い蝶>
- 2015年11月28日 -  「不朽の名曲2-伝説を歌う」（ペク・ジヨン編） - <負担> 432点で優勝

#### 中国
- 2016年1月15日 - 中国　「私は歌手だシーズン4」 第1回 2位 《 その人（那个人）ステージ映像》weibo音源
- 2016年1月22日 - 中国　「私は歌手だシーズン4」 第2回 2位 合算 総合2位 《最初から今まで (从开始到现在) ステージ映像》weibo音源
- 2016年1月30日 - 中国　「私は歌手だシーズ4」 第3回 3位 《泣けない君へのラブソング (一路上有你) ステージ映像》weibo音源
- 2016年2月5日 - 中国 「私は歌手だシーズン4」 第4回 1位 《バンバンバン(Bang Bang Bang)　ステージ映像》weibo音源
- 2016年2月12日 - 中国 「私は歌手だシーズン4」 第5回 6位 合算 総合3位 《沈黙(默)　ステージ映像》weibo音源
- 2016年2月19日 - 中国 「私は歌手だシーズン4」 第6回 3位《告解(苦海)　ステージ映像》weibo音源
- 2016年2月26日 - 中国 「私は歌手だシーズン4」 第7回 4位《ひとりで過ごしたい長い月日(一个人的天荒地老)　ステージ映像》weibo音源
- 2016年3月4日 - 中国 「私は歌手だシーズン4」 第8回 1位 合算 総合1位 《Honey ステージ映像》weibo音源
- 2016年3月11日 - 中国 「私は歌手だシーズン4」 第9回 4位《僕より少し高い所に君がいるだけ(你只是在比我高的地方)　ステージ映像》weibo音源
- 2016年3月18日 - 中国 「私は歌手だシーズン4」 第10回 1位《自分を変えろ(改变自己)　ステージ映像》weibo音源
- 2016年3月25日 - 中国 「私は歌手だシーズン4」 第11回 4位 合算 総合1位 《銃に撃たれたように（像中枪一样）ステージ映像》weibo音源
- 2016年 4月8日 - 中国 「私は歌手だシーズン4」第13回 歌王決定戦　デュエット曲(WITH GUMMY) 2位、 ソロ曲で李克勤を相手に勝利。歌王決定戦の最終成績  3位 《太陽の末裔OST You are my everything ステージ映像》weibo音源　《王妃　ステージ映像》weibo音源
- 2016年4月15日 - 中国 「私は歌手だシーズン4」 第14回フィナーレ 《what’s your name?(青苹果乐园)　ステージ映像》weibo音源

## アルバム以外の放送活動

### 韓国
- 2007年 「スターゴールデンベル」出演
- 2007年 グループ 015B ゲストボーカル
- 2010年7月18日 - KBS2 「ハッピーサンデー 男子の資格（269回）」合唱団特集「男、そしてハーモニー」にオーディション参加者として出演
- 2011年 イヤギサウンド本部長
- 2015年3月〜05月 - 音楽/バラエティ MNET 「君の声が見える」出演
- 2015年5月〜現在 - 音楽/バラエティ  KBS2 「不朽の名曲2-伝説を歌う」出演
- 2015年9月〜10月 - バラエティ KBS2 「危機脱出ナンバーワン」 MC
- 2015年11月〜現在 - バラエティ MBC 「シングル男のハッピーライフ」虹の会員
- 2015年11月28日 - 時事/教養 「青春大韓民国、夢見よう挑戦しよう」ナレーション
- 2015年12月〜現在 - バラエティ JTBC 「知り合いのお兄さん」レギュラー出演
- 2016年1月〜ネイバー Vアプリ　パーソナル放送（2016.1.2 午後9時初放送）

その他の出演番組：
- KBS2「出発ドリームチーム」（290回 2015.7.12）
- KBS2「国民トークショー・アンニョンハセヨ」（234回 2015.7.20）
- JTBC「魔女狩り」（103回 2015.7.31）
- MBC「黄金漁場ラジオスター」（443回 2015.9.2）、（478回 2016.5.18）
- MBC 秋夕特集「アイドルスター陸上・相撲・バスケットボール・フットサル・アーチェリー選手権大会」（2015.9.28）
- MBC「シングル男のハッピーライフ 虹のLive」（216回 2015.10.9）
- SBS「同床異夢 大丈夫、大丈夫」（25回 2015.10.10）
- KBS1「開かれた音楽会」（1077回 2015.10.11）
- MBC「セバキ」（315回 2015.10.23）
- SBS 「Running Man」（404回 2015.11.8）
- JTBC「アブノーマル会談」（71回 2015.11.9）
- JTBC「トゥーユープロジェクト - シュガーマン」（4回 2015.11.10）
- MBC「シングル男のハッピーライフ」虹の活動メンバーとして初放送（131回 2015.11.13）
- SBS「ヒーリングキャンプ」シン・スンフン編ゲスト（209回 2015.11.16）
- JTBC「知り合いのお兄さん」初放送（初回 2015.12.05）
- SBS「ジャングルの法則」（191回 2015.12.11,192回〜194回 2016.1.1）
- KBS「1対100」（416回 2015.12.22）
- KBS「ハッピー・トゥギャザー3」（431回 2015.1.14）、（443回 2016.4.7）
- KBS「オソオプSHOW」（12回 2016.7.22)

### 中国
- 2016年1月〜中国 湖南衛星テレビ（湖南卫视）「私は歌手だ シーズン4」出演
- HunanTV我是歌手第四季homepage
- 2016年1月15日 「私は歌手だシーズン4」初回映像
- 2016년1月22日 「私は歌手だシーズン4」第2回映像
- HunanTV Live channel中国時間、毎週金（金）曜日22：00（韓国時間23:00）
- 2016年1月22日 中国 湖南衛星テレビバラエティ番組[[:zh:%E5%A4%A9%E5%A4%A9%E5%90%91%E4％B8％8A|「天天向上」]]に初出演
- 2016년1月30日 「私は歌手だシーズン4」第3回映像
- 2016年 2月2日 中国　湖南衛星テレビ「2016年小年夜春晩」出演 （公演映像）
- 2016年 2月 5日 「私は歌手だシーズン4」第4回映像
- 2016年 2月12日 「私は歌手だシーズン4」第5回映像
- 2016年 2月19日 「私は歌手だシーズン4」第6回映像
- 2016年 2월22日 元宵喜乐会-お父さん 公演映像　元宵喜乐会-トーク映像
- 2016年 2月26日 「私は歌手だシーズン4」第7回映像
- 2016年 3月4日 「私は歌手だシーズン4」第8回映像
- 2016年 3月11日 中国　湖南衛星テレビ「天天向上」出演 （出演映像）
- 2016年 3月11日 「私は歌手だシーズン4」第9回映像
- 2016年 3月12日 中国　湖南衛星テレビバラエティ番組「快乐大本营（ハッピーキャンプ）」出演 （出演映像）
- 2016年 3月18日 「私は歌手だシーズン4」第10回映像
- 2016年 3月25日 「私は歌手だシーズン4」第11回映像
- 2016年 4月8日 「私は歌手だシーズン4」第13回歌王決定戦映像
- 2016年 4月15日 「私は歌手だシーズン4」第14回フィナーレ映像
- 2016年 4月16日 「快楽大本営（ハッピーキャンプ）」出演
- 2016年6月11日 「快楽大本営（ハッピーキャンプ）」出演
- 超級女声（スーパーガール）出演（審査委員）（2016.6.21) (2016.7.1) (2016.7.9) (2016.7.16) (2016.7.30)
- 2016年7月8日 「全員加速中（逃走中~Run for moneyの中国版）」出演

## コンサート

### 韓国
- 2015年9月5日 ユン・デフン作家トークコンサートゲスト
- 2015年9月6日 スペシャル・ミュージック・フェスティバル with ノウル(NOEL)、ハ・ドンギュン、イ・ジョン 蚕室室内体育館
- 2015年9月11日 Ali コンサートゲスト

- 2015年11月28日 キム・テウ T-Roadコンサートゲスト
- 2015年12月05日 ムン・ミョンジン 単独コンサートゲスト
- 2015年12月30日 KBS歌謡フェスティバル 単独ステージ「僕より少し高い所に君がいるだけ」、B1A4メンバーのサンドゥルと「塵になって」コラボステージ、不朽の名曲の5人のメンバーと「思い出す」コラボステージ
- 2016年6月3日　ロッテ名税店ファンミーティング
- 2016年10月3日 釜山ワンアジアフェスティバル‐K-popコンサート

### 中国
2016年8月26日 北京単独コンサート『烈火』開催

### その他
2016年8月12～13日 アメリカＬＡ ＰＥＣＨＡＮＧＡコンサート

## ファンミーティング

### 韓国
- 2015年11月22日 人生初のファンミーティング「Happy Yeul's Day」

### 中国
- 2016年5月14日 南京ファンミーティング
- 2016年6月23日 深圳ファンミーティング

## イベント
- 2015年8月22日 アンジランコル五感フェスティバル ゲスト
- 2015年9月19日　亀尾 LGドリームフェスティバル ゲスト with 演歌界の神童リュ・ウォンジョン、EXID、BTOB、B1A4、PSY
- 2015年10月18日 海外宣教会設立40周年記念音楽会 ゲスト
- 2015年10月23日 竹州大高麗文化祭前夜祭 ゲスト
- 2015年10月24日 「キム・グァンソク 私の歌をもう一度歌う」 ゲスト with リン、パク・チャングン、リナ・パーク
- 2015年10月31日 「スマート休キャンペーン」広報大使委任および公演
- 2016年6月2日 Siero Cosmetic ファンサイン会
- 2016年10月5日 Siero Cosmetic ファンサイン会

## 広告モデル

### 2016年
- 云购全球 (インターネット総合ショッピングモール)
- ALLOVE (ダイアモンド)
- 辛束鱼雪 (辛い鱈)
- 御泥坊 (パック)
- 韓国ロッテ免税店
- Siero Cosmetic
- Orion （ガム）
- Bingo Crush（モバイルゲーム）
- pasonz百尚（スポーツウェア）

## 雑誌
- 2015年11月19日 マガジンSTELLA モデル撮影およびインタビュー
- 2015年11月20日 マガジンGEEK発行12月号カバーモデルおよびインタビュー「スーパールーキーと呼ばれる男」
- 2015年11月24日 マガジンSTAR＆STYLE モデル撮影およびインタビュー
- 2015年12月1日 マガジンCAMPUS PLUS発行 12月号 カバーモデルおよびインタビュー
- 2016年3月2日 南部エンターテインメントウィークリー（中国） カバーモデルおよびインタビュー
- 2016年3月29日 ASTA TV発行 4月号 カバーモデルおよびインタビュー

## 受賞
| 年度 | 授賞式                                                     | 部門                                         |
| ---- | ---------------------------------------------------------- | -------------------------------------------- |
| 2016 | KU MUSIC Asian Music Awards(酷音乐亚洲盛典)                | 今年最高の実力のある歌手賞(年度最具实力歌手) |
| 2016 | 北京LeTV（楽視）エコロジー・ナイト授賞式(樂視生態共享之夜) | 今年の人気歌手賞(年度人氣歌手獎)             |
| 2016 | 蒙牛酸酸乳MusicRadio中国TOP音楽祭典                        | 最も人気のある海外歌手賞(海外最受欢迎歌手)   |
| 2016 | 蒙牛酸酸乳MusicRadio中国TOP音楽祭典                        | 海外万能芸能人賞(海外全能艺人)               |
| 2016 | DMCフェスティバル APANスターアワーズ                       | ライジングスター賞                           |
| 2016 | 第7回 大韓民国大衆文化芸術賞(2016）                        | 文化体育部長官賞                             |
| 2016 | 第1回 Asia Artist Awards                                   | 歌手部門ニューウェーブ賞                     |
| 2017 | 第1回 Soribada Best K-Music Award                          | 本賞                                         |

## ファンクラブ

### 韓国
- ファン・チヨル 公式ファンカフェ

## その他
- 2015年10月31日　未来創造科学部主管「スマート休キャンペーン」広報大使に任命される。
- 2016年 3月24日  駐上海大韓民国総領事館文化処 (駐上海韓国文化院)の韓中文化広報大使に任命される。